# El Presidente (rapper)
El Presidente, noto anche come Esa, Funkyprez, DJ Funkprez o Captain Futuro, pseudonimo di Francesco Cellamaro (Reggio Calabria, 1º ottobre 1972), è un rapper e produttore discografico italiano.
All'interno del panorama hip hop italiano viene ritenuto uno dei rapper più rappresentativi per la sua carriera più che ventennale e per aver fatto parte di gruppi storici come gli OTR e Gente Guasta, duo costituito dallo stesso Esa e dal rapper di Varese (per altro ex-OTR) Polare. Come MC ha collaborato con i maggiori produttori italiani, tra cui Big Fish è certamente il più noto al grande pubblico.

## Biografia

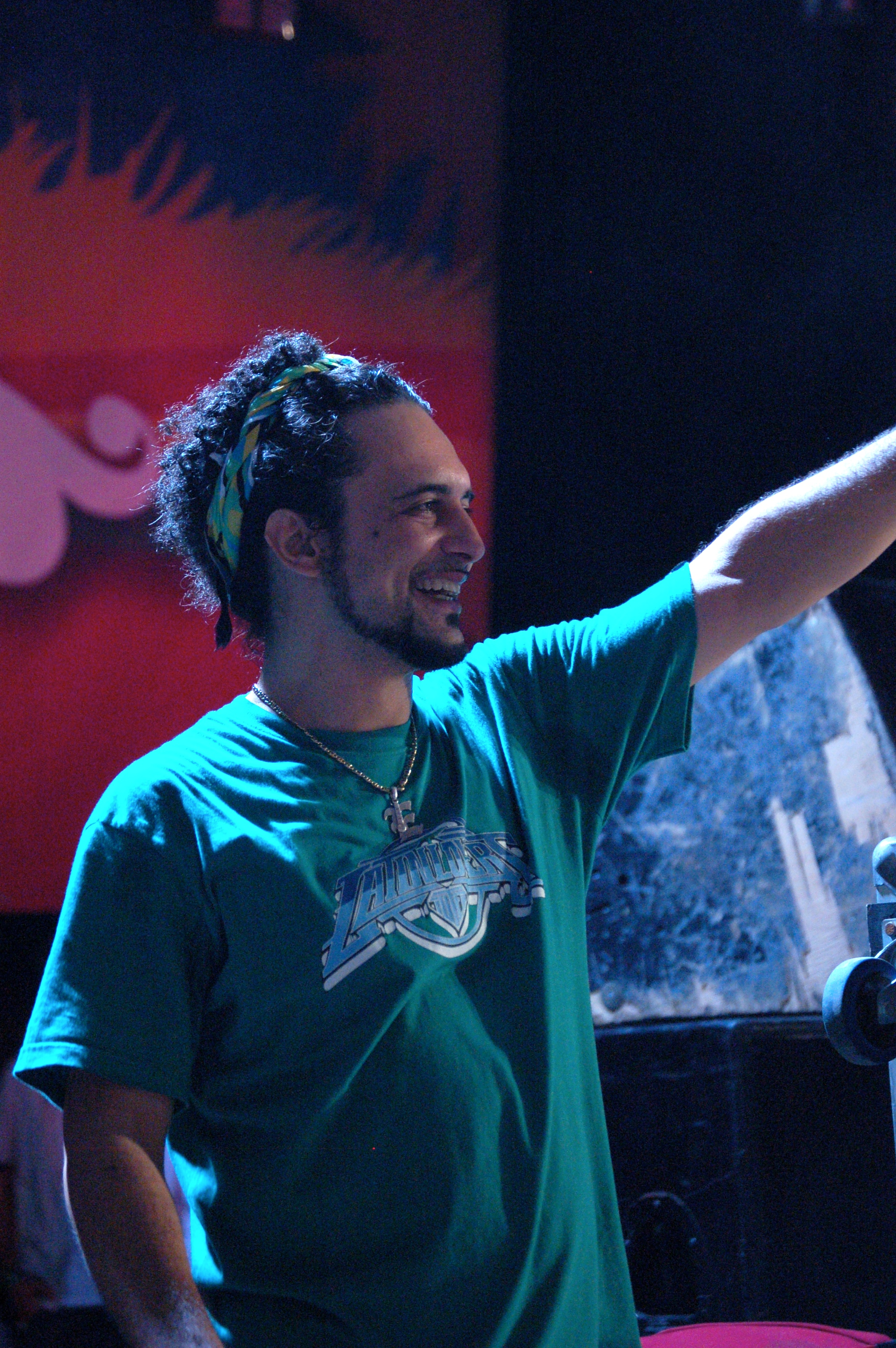
Esa nel 2008

Fratello di Tormento e Marya, entrambi divenuti rapper, Francesco cresce musicalmente ascoltando gruppi come Eric B. & Rakim, Run DMC, Public Enemy e i Beastie Boys. Nell'adolescenza inizia a frequentare gli ambienti hip hop, dapprima come breaker, per poi avvicinarsi all'MCing.
Nel 1991 nasce il collettivo Otierre (acronimo per Originale Trasmissione del Ritmo), dall'unione di breakers, beatmakers, writers ed Mcs, ovvero di rappresentanti di ognuna della quattro discipline fondamentali dell'hip hop. La formazione è costituita da Azza, DJ Fede, DJ Irmu, DJ Nitro, DJ Vez, DJ Vigor, Esa, Intruso, Limite, Polare, Torrido e, in seguito, dalla Female Mc La Pina. Nel 1997, l'uscita di Dalla Sede fa compiere al gruppo un salto di qualità, da gruppo locale a realtà di rilevanza nazionale.
Nel frattempo, nel 1996, è stata fondata La Connessione, un link continentale che unisce la realtà hip hop italiana e quella europea, con risultati apprezzabili soprattutto sull'album solista della Pina, dal titolo Piovono Angeli. Nello stesso anno esce anche Neffa & i messaggeri della dopa, che vede la partecipazione di Esa. Nel 1998 Esa e Polare cambiano i nomi rispettivamente in El Presidente e Polaroide e fondano il gruppo Gente Guasta. Collaborano con diversi artisti della scena italiana, come Rome Zoo, Fritz da Cat, DJ Alik, Manifest, DJ Double S, Uomini di Mare, The NextOne e realizzano due album, dal titolo La grande truffa del rap e Quinto potere, distribuiti anche in Europa continentale, in particolare in Germania, Svizzera ed Austria.
Il 2002 è l'anno del primo progetto solista di Esa, che pubblica Tutti Gli Uomini Del Presidente, autoprodotto e distribuito dalla Vibrarecords. Il disco, lungi dall'allontanarsi dall'hip hop, ha comunque al suo interno richiami al reggae, alla dancehall e alla black music in generale. Nel mese di settembre El Presidente si occupa della regia del videoclip di Sei Tu dei Sottotono. Dopo una prolifica collaborazione con DJ Alik prima e con DJ Myke (Men in Skratch) dopo, nel 2004 partecipa alla compilation Street Flava 2nd Avenue, prodotta dall'emittente radiofonica Radio Italia Network. A fine 2005 stringe una collaborazione con Big Fish, ex DJ dei Sottotono, e svolge un ruolo fondamentale nella creazione dell'album Robe grosse, in cui è presente in praticamente tutte le tracce. Pezzi come Resta Ancora, Cos'è che vuoi da me e Grossa registrano un notevole successo sui media nazionali, ottenendo esposizione sia nelle stazioni radiofoniche che nelle televisioni musicali.
Nel 2006, in occasione della riedizione di Robe grosse, registra, insieme a Big Fish e alla cantante Kelly Joyce Mi porti su, cover del successo degli Snap! Rhythm Is a Dancer. Il 30 giugno 2006 esce il suo secondo album solista Tu sei bravo, su etichetta La Serra.
Il 25 novembre 2010 esce il secondo album dei Siamesi Brothers intitolato La macchina del Funk. L'album è anticipato dai singoli 1 giorno nuovo e La macchina del funk. Tutte le produzioni dell'album sono affidate a Dj Skizo.
Nel 2014 viene pubblicato Poltergeist, album realizzato insieme al beatmaker Lato e pubblicato limitatamente per il download gratuito, venendo successivamente reso disponibile anche in formato fisico. Nel corso dello stesso anno ha recitato nel film Numero zero - Alle origini del rap italiano.

## Risultati al 2the Beat
2004:
- nella prima serata batte Mad Buddy, viene battuto in semifinale da Word.

2005:
- nella seconda serata batte Cuba Club e July B, viene battuto in finale da Kiave.
- nella serata finale batte Dave ed esce in semifinale contro Clementino.

## Discografia

### Da solista
Album in studio
- 2002 – Tutti gli uomini del presidente
- 2006 – Tu sei bravo
- 2007 – Non mi spezzo
- 2008 – Il messaggio
- 2009 – Hip Hop Musica
- 2010 – Special Blend (con Virtu-Oso)
- 2010 – Spontaneo
- 2010 – Casa mia
- 2011 – 100% di getto
- 2011 – Jump Up
- 2011 – Fat Rocket (pubblicato come DJ Funkprez)
- 2013 – Perle rare
- 2014 – Poltergeist (con DJ Lato)
- 2014 – Funkee Emotion (pubblicato come DJ Funkprez)
- 2014 – Concrete Memories (pubblicato come DJ Funkprez)
- 2014 – Senor Sanchez (pubblicato come Captain Futuro Beats)
- 2015 – Pedigree
- 2016 – Krudo - La trilogia del divano pt. 1 (pubblicato come King Divano)
- 2016 – Novanta
- 2017 – Il secondo atto (pubblicato come King Divano)
- 2019 – Sangue & amore (con Skizo; pubblicato come Esa)
- 2020 – 20 flessioni
- 2021 – Classici fantastici
- 2022 – King divano 3
- 2023 – Tutti gli uomini del presidente 2
- 2023 – Puro petrolio
- 2024 – Artificenza intellettuale
- 2024 – Radio prezziny
- 2024 – Il meglio del creato
- 2024 – Habanero
- 2024 – Tape di Natale
- 2025 – Tutto gira meglio
- 2025 – Bottega
- 2025 – Se sei bello
- 2025 – Il viaggio
- 2025 – Luogo felice
- 2025 – 1 milione di motivi
- 2025 – Ha detto mamma
- 2025 – la giostra dei ricordi

Album di remix
- 2011 – No Escape (Remix Album) (con Lefty e Tormento)

Raccolte
- 2012 – United We Flow
- 2013 – Best of Beats 2012 (pubblicato come Captain Futuro)
- 2015 – Ring, Ring, Ring! Beat Tape (pubblicato come Captain Futuro)

Mixtape
- 2015 – Il pianeta verde

EP
- 2011 – My Tunes
- 2011 – I Love Rap
- 2011 – Still Kickin' It!
- 2011 – The Freestyle Files
- 2011 – I'm So Young!!!
- 2011 – The Serio Beats (pubblicato come DJ Funkprez)
- 2011 – DJ Funkprez Remixxxes
- 2011 – Rockin' da Jam - The Free Style Files II
- 2011 – The Blacka Blog
- 2011 – Let's Chill - Beats & Chips EP
- 2012 – The Storyteller
- 2014 – Moods (pubblicato come DJ Funkprez)
- 2014 – Sultania (con Jazzy Mellow; pubblicato come Captain Futuro)
- 2014 – Labyrinth (con Jazzy Mellow; pubblicato come Funkprez)
- 2014 – Sierotonina (con Jazzy Mello; pubblicato come Funkprez)
- 2014 – Vincent Prize (con Jazzy Mellow; pubblicato come Funkprez)
- 2014 – Stream Fellas (con Millelemmi e Ekstra; pubblicato come Captain Futuro)
- 2014 – Pesante (con Jazzy Mellow; pubblicato come Funkprez)
- 2014 – Open (pubblicato come Captain Futuro)
- 2014 – Lite Me Up (con Jazzy Mellow; pubblicato come Funkprez)
- 2014 – The Green Medicine EP (pubblicato come Captain Futuro)
- 2014 – 2035 (pubblicato come Captain Futuro)
- 2014 – Greatest Lover (pubblicato come DJ Funkprez)
- 2014 – Supreme Cream (pubblicato come DJ Funkprez)
- 2014 – Questa sera (pubblicato come Captain Futuro)
- 2014 – One & Two Beats (con Jazzy Mellow; pubblicato come Funkprez)
- 2015 – Videotape EP (con Malkovich; pubblicato come Captain Futuro)
- 2015 – Vitamina Funk (pubblicato come Funky Prez & The Jailbreakerz)
- 2018 – Verde privacy EP (pubblicato come Captain Futuro)

Singoli
- 2011 – Paradise City (pubblicato come Captain Futuro)
- 2014 – Presidential flusso
- 2014 – Passa il mic (con Tormento e Maury B)
- 2014 – Punta di diamante (con DJ Lato)
- 2014 – Mmmelma fresca
- 2014 – Playin Along (pubblicato come Captain Futuro)
- 2014 – Party Boy (con Malkovich; pubblicato come Funkprez)
- 2014 – Duracell (con Jazzy Mellow; pubblicato come Funkprez)
- 2014 – Omojeneo (con Zesta e Ianne; pubblicato come Prez)
- 2014 – Merda Fashion

### Con gli Otierre
- 1992 – Ragga no droga
- 1994 – Quel sapore particolare
- 1997 – Dalla sede
- 2022 – Splendente

### Con i Gente Guasta
- 2000 – La grande truffa del rap
- 2001 – Quinto potere
- 2012 – Sintonizzati

### Con MicRawNauti
- 2007 – Raw

### Con i Siamesi Brothers
- 2008 – Siamesi Brothers
- 2010 – La macchina del funk

### Collaborazioni
- 1998 – La Connessione - European Attack (nel brano La famiglia)
- 2005 – Big Fish - Robe grosse
- 2005 – The Reverse-the reverse
- 2005 – The Stuff(it's really fresh)-The Reverse